# Jobagiones
Jobagiones castri (várjobbágy en hongrois ; iobagio castri en latin, ou encore jobert en vieux français) est un terme historique désignant, dans le royaume de Hongrie, des « officiers de château ».

## Étymologie
Várjobbágy est un mot hongrois formé de vár, « château », et de jobbágy dont la racine jobb signifie « meilleur ». Le terme de jobbágy a en effet désigné jusqu’au début du XIIIe siècle la couche supérieure de la société, l'aristocratie. Il change par la suite totalement de sens et finit par désigner exclusivement les paysans libres, mais dépendant d’un seigneur terrien. On trouve fréquemment jobbágy traduit en français par « serf », ce qui ne prend pas en compte la mutation historique du terme en hongrois.

## Histoire
Les jobagiones castri, forme latinisée du mot hongrois, font partie, avec les várnép, ou « gens de château », des serviteurs du château. Le terme hongrois várelemek rassemble ces deux groupes. Les jobagiones constituent la couche supérieure de ces serviteurs, mais ils ne disposent pas d’une totale liberté. Les seconds, les « gens de château », ont le statut de serfs. La ligne de démarcation entre ces deux groupes n’est pas particulièrement nette, les « officiers » ayant commis une faute peuvent être dégradés et devenir « gens de château », et certains membres des « gens de château » pouvaient être élevés au rang d’ « officiers ». Ces derniers, qualifiés d’exemptus, n’avaient pas le même prestige que les véritables « officiers » qui héritent de leur titre et dont les droits remontent à  Étienne Ier.

Le service des jobagiones est essentiellement de nature militaire: ils forment les garnisons militaires des châteaux royaux. D'autres assurent des tâches auxiliaires moins prestigieuses, de travaux techniques et d'approvisionnement. Leurs propriétés sont généralement situées à proximité des châteaux sur les terres royales.

## Sources
- Kristó, Gyula. Histoire de la Hongrie médiévale. Tome I. Traduit par Chantal Philippe, Presses universitaires de Rennes, 2000 (p. 203-206)  (ISBN 978-2-86847-533-6)
- Cevins, Marie-Madeleine de. L'Europe centrale au seuil de la modernité: Mutations sociales, religieuses et culturelles. Autriche, Bohême, Hongrie et Pologne, fin du XIVe-milieu du XVIe siècle. Presses universitaires de Rennes, 2019. (p. 131)  (ISBN 9782753567689)